# Samsung Galaxy K Zoom
El Galaxy K Zoom (SM-C115) es un teléfono inteligente Android fabricado por Samsung, sucesor del Galaxy S4 Zoom. Se anunció el 29 de abril de 2014 y que estaría disponible a partir del tercer trimestre del mismo año. Fue lanzado el 31 de mayo de 2014.
También se conoce con el nombre de Galaxy Zoom2 en el mercado coreano.